# Sarilumab
Il farmaco Sarilumab, commercializzato come Kevzara da Sanofi è un anticorpo monoclonale contro la interleuchina-6. Regeneron Pharmaceuticals e Sanofi ha sviluppato il farmaco per il trattamento della artrite reumatoide con approvazione della Food and Drug Administration del 22 maggio 2017 e della European Medicines Agency il 23 giugno 2017.

## Indicazioni
Sarilumab è usato nelle forme moderate e severe di artrite reumatoide che non rispondono a trattamenti convenzionali. Può essere usato anche in combinazione con methotrexate o altri farmaci DMARD.

## Controindicazioni
In Europa viene controindicato in soggetti con infezioni severe in atto. Mentre non è controindicato negli USA dalla FDA se non con un avvertimento nel caso di tubercolosi.

## Effetti collaterali
La sperimentazione MONARCH suggerisce una significativa incidenza di neutropenia con dosi da 200 mg ogni due 2 settimane, comparato a pazienti trattati con adalimumab (13,6% vs 0,5%). Anche se le infezioni risultano similari nei due gruppi (28,8% vs 27,7%).
Altri effetti collaterali nell'1% fino al 10% dei pazienti includono trombocitopenia, infezioni nelle alte vie aeree e nel tratto urinario, herpes alla bocca, iperlipidemia, e reazioni in loco al punto di iniezione.

## COVID-19
Nel marzo 2020 il The Feinstein Institute of Northwell Health annuncia uno studio su malati di COVID-19, tuttavia, nel settembre 2020 lo studio si conclude affermando l'inefficacia contro il COVID-19.
Nel settembre 2021, l'AIFA ne ha autorizzato l'uso per il trattamento del COVID-19, con dispensazione a carico del Sistema Sanitario Nazionale.